# Striga asiatica
Striga asiatica là loài thực vật có hoa thuộc họ Cỏ chổi. Loài này được (L.) Kuntze miêu tả khoa học đầu tiên năm 1891.

## Hình ảnh

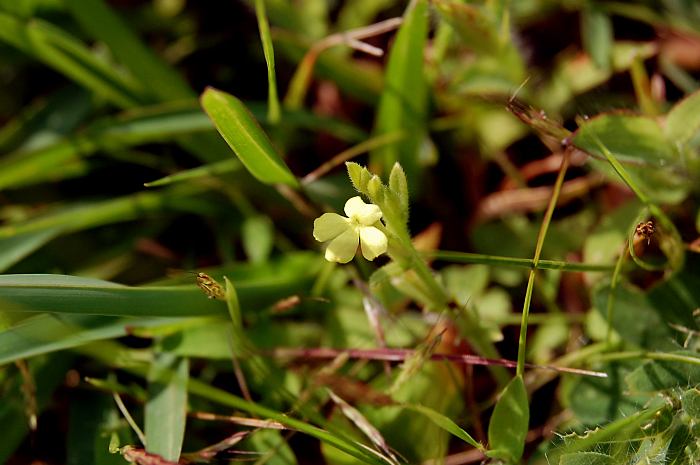